# Juvenal
Juvenal (latin Decimus Junius Juvenalis - juvenalis er latin for "ungdommelig") (ca. 55 - ca. 135) var en romersk satiriker.
Juvenal blev født i Aquinum, studerede retorik under Domitian og udgav under Trajan og Hadrian 16 satirer i fem bøger. Et udtryk i en af satirerne vakte mishag og medførte Juvenals landsforvisning i form af en militær kommando i en fjern provins, muligvis Britannien eller Egypten. Landsforvisningen sættes til Juvenals seneste leveår og må i så fald skyldes Hadrian. 
Martial omtaler flere gangen en lærd ven af sig ved navn Juvenalis, og det er sandsynligvis den samme person. Juvenal bygger da også en del på Martials epigrammer, uden at nævne ham. En nu tabt indskrift fra Aquinum omtaler en officer ved navn ...NIVS IVVENALIS, som meget vel kan have været satirikeren. 
Plinius den yngre omtalte omtrent alle de skrivende personligheder, der fandtes i Rom på den tid, men ikke Juvenal. Man må helt til Lactantius ca. 200 år senere, før man møder Juvenal. De kristne må have sat pris på hans moralisme og kritik af romersk livsstil; for det var i de kristne kredse, han for første gang blev populær og læst. Gennem middelalderen blev hans skrifter opbevaret og læst i klostrene. Årsagen til, at hans skrifter har overlevet, kan være, at et fåtal manuskripter lå bortgemt, og blev genopdaget af de kristne langt senere. "Juvenal" kan have været et tilnavn, som meget få i hans samtid kendte til; et pseudonym, som sikrede forfatteren, hvis hans skrifter faldt i de forkerte hænder. Det kan også forklare, at ingen lod til at kende manden i hans samtid. 
Juvenal skildrer det romerske samfundsliv i kejsertiden fra dets værste side; betegnende nok omtaler han aldrig levende personer, men holder sig til de døde, især fra Neros og Domitians tid. Han fordyber sig med bitter patos i udmalingen af grove laster og dårskaber, undertiden også af småting og ubekvemmeligheder. Hans moralske standpunkt er ganske konventionelt. Han mangler lune, men ikke en vis bister vittighed og overlegenhed. Kompositionen er skematisk, formen er langt mere retorisk end poetisk, og især i de senere satirer bred og trættende. Ikke desto mindre opnår Juvenal undertiden en betydelig virkning, hvor stoffet er inspirerende. Berømtest af alle er den 6. satire, der skildrer den fornemme verdens fordærvede kvinder. Juvenal ynder at vise sin lærdom og at udtrykke sig i omskrivninger; det har givet anledning til overfortolkning. 